# Toxomerus anthrax
Toxomerus anthrax är en tvåvingeart som först beskrevs av Ignaz Rudolph Schiner 1868.  Toxomerus anthrax ingår i släktet Toxomerus och familjen blomflugor. Inga underarter finns listade i Catalogue of Life.